# Rimulanax
Rimulanax is een geslacht van weekdieren uit de klasse van de Gastropoda (slakken).

## Soorten
- Rimulanax aethiopica (Martens, 1902)
- Rimulanax corolla (Verco, 1908)